# Gorgasos (Mythologie)
Gorgasos (altgriechisch Γόργασος Górgasos) ist ein Heros der griechischen Mythologie.
Er ist der Sohn des Machaon, eines heilkundigen Sohnes des Asklepios, und der Antikleia, der Tochter des Diokles. Sein Zwillingsbruder ist Nikomachos, mit dem er nach dem Tod seines Großvaters Diokles die Herrschaft über das messenische Pharai erhält. Noch zur Zeit des Pausanias (2. Jahrhundert n. Chr.) wurde er mit seinem Bruder in Pharai als Heros verehrt. Gemeinsam besaßen sie ein Heiligtum und erhielten für die Heilung von Kranken Weihegeschenke. Das Heiligtum soll vom messenischen König Isthmios gestiftet worden sein.
Möglicherweise handelt es sich um einen vorgriechischen Götterkult, der mit der Ausbreitung des Asklepioskultes zum Heroenkult herabsank. Die herabgesunkenen Götter wurden in die Genealogie der Stadtherrscher und als ursprüngliche Heilgötter unter die Nachkommenschaft des Asklepios eingereiht.